# Habenaria xanthantha
Habenaria xanthantha är en orkidéart som beskrevs av Ferdinand von Mueller. Habenaria xanthantha ingår i släktet Habenaria och familjen orkidéer. Inga underarter finns listade i Catalogue of Life.